# Elbquerung (A 20)

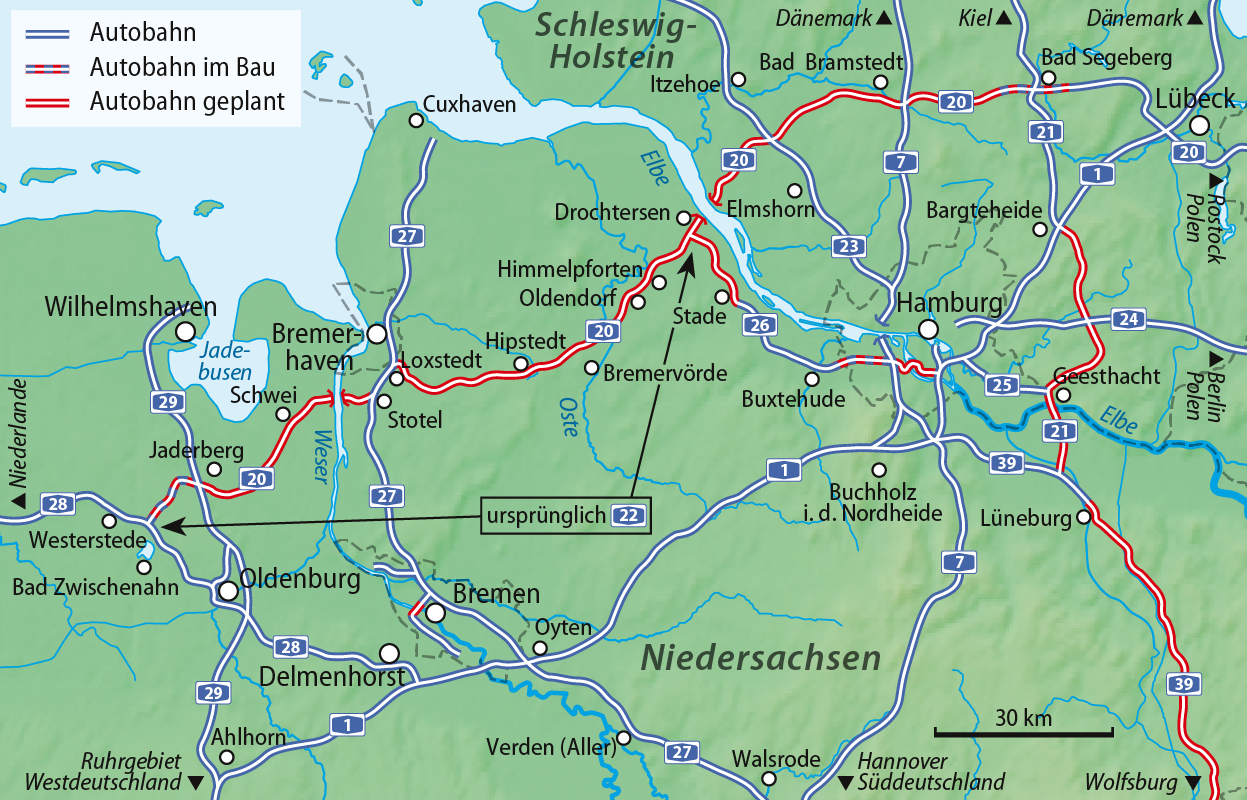
Geplanter Verlauf der A 20 durch Schleswig-Holstein und Niedersachsen mit Elbquerung

Die geplante Elbquerung der Autobahn 20 soll mit insgesamt 5670 Metern der zweitlängste Unterwassertunnel Deutschlands  und nach dem Rennsteigtunnel der zweitlängste Straßentunnel in der Bundesrepublik werden. Es handelt sich dabei um ein Gemeinschaftsprojekt der Länder Niedersachsen und Schleswig-Holstein. Der zweiröhrige Tunnel ist als Teil der Nordwestumfahrung Hamburgs über die A 26 und A 20 sowie der Küstenautobahn vorgesehen.
Die Autobahn A 20 soll zwischen Drochtersen in Niedersachsen und Glückstadt in Schleswig-Holstein die Elbe unterqueren. Sie ist zugleich ein wichtiger Abschnitt der projektierten Metropolverbindung Amsterdam–Kopenhagen.

## Planung

### Voruntersuchung und Vorplanung
Planung und Bau werden durch die beiden Bundesländer Niedersachsen und Schleswig-Holstein betrieben. Am 14. Mai 2002 sprach sich die Landesregierung Schleswig-Holstein für die Vorzugstrasse mit Elbquerung bei Glückstadt/Drochtersen aus und die Voruntersuchungen wurden im Januar/Februar 2003 abgeschlossen. Die Linienbestimmung wurde durch das Bundesverkehrsministerium (BMVBS) am 28. Juli 2005 vorgenommen. Das BMVBS forderte dabei eine technische Machbarkeitsstudie im Hinblick auf mögliche Varianten für eine feste Elbquerung. Hierbei sollten sowohl Tunnel- als auch Brückenlösungen gegenübergestellt werden. Die zugehörige Machbarkeitsstudie beinhaltete umfassende Untersuchungen mit abschließenden Bewertungen von diversen Querungslösungen (Bohr-, Absenktunnel- sowie Hochbrückenvarianten). Als Ergebnis stellte sich heraus, dass die Elbe aufgrund der schwierigen Bodenverhältnisse nur mittels eines Bohrtunnels im so genannten Schildvortriebverfahren unterquert werden kann. Die Untertunnelung soll durch zwei separate Tunnelröhren für jeweils eine Fahrtrichtung von Norden nach Süden erfolgen.
Im Juli 2003 wurden alle Streckenabschnitte der A 20 einschließlich der Elbquerung im vollen Umfang in den „vordringlichen Bedarf“ im Bundesverkehrswegeplan 2003 eingestuft. Bauentwurf wurde durch das Bundesverkehrsministerium am 19. Dezember 2008 genehmigt. Der Bauwerksentwurf für den Tunnel wurde am 3. Juni 2009 genehmigt.

### Planfeststellungsverfahren in Schleswig-Holstein
Das Planfeststellungsverfahren für den schleswig-holsteinischen Teil wurde im Mai 2009 eingeleitet. Der Planfeststellungsbeschluss wurde am 30. Dezember 2014 erlassen.

### Planfeststellungsverfahren in Niedersachsen
In Niedersachsen wurde die Baugrunderkundung im Herbst 2005 abgeschlossen, das Planfeststellungsverfahren am 16. April 2009 eingeleitet. Der Planfeststellungsbeschluss erging am 30. März 2015.
Klagen des Bundes für Umwelt und Naturschutz Deutschland und einer Windparkbetreiberin gegen den Planfeststellungsbeschluss wurden am 10. November 2016 durch das Bundesverwaltungsgericht abgewiesen. Das Bundesverwaltungsgericht urteilte, dass die Belange der Windparkbetreiberin sowie die Anforderungen des Naturschutzes in den FFH- und Vogelschutzgebieten „Unterelbe“ ausreichend berücksichtigt worden seien.
Wie schon beim Planfeststellungsbeschluss für den schleswig-holsteinischen Teil gab es zudem auch in Niedersachsen Klagen bezüglich der Nachvollziehbarkeit im Bereich Gewässerschutz. Die für die Planung zuständige Projektgruppe bei der Niedersächsischen Landesbehörde für Straßenbau und Verkehr reichte daraufhin die erforderlichen Unterlagen nach. Die Öffentlichkeitsbeteiligung im Raumordnungsverfahren und Planfeststellungsverfahren wurde durch das Bundesverwaltungsgericht als „fehlerfrei“ gewertet. Der Planfeststellungsbeschluss für den niedersächsischen Teil der Elbquerung ist damit rechtskräftig.

### Weitere Planung und Bauvorbereitung
Am 1. April 2019 wurde eine Vereinbarung zwischen Niedersachsen und Schleswig-Holstein auf Initiative des parlamentarischen Staatssekretärs im Bundesverkehrsministerium, Enak Ferlemann, unterzeichnet. Damit sicherten beide Länder ihre Kooperation in der Planung und Bauvorbereitung zu und vereinbarten eine Kostenteilung. Bernd Buchholz, Verkehrsminister Schleswig-Holsteins, sagte, dass für weitere Planungen und das Zusammenstellen der Bauausführungsunterlagen mit einem Zeitaufwand von zweieinhalb Jahren zu rechnen ist. Diese Vereinbarung setzt die Planungsvereinbarung von 2005 fort.
Am 1. Januar 2021 übernahm die am 13. September 2018 gegründete Autobahngesellschaft des Bundes die Federführung für die weitere Planung und den Bau der A 20.

## Bau

### Geplanter Baubeginn
Der Baubeginn des Elbtunnels ist von mehreren Faktoren abhängig. Zunächst besteht Baurecht erst mit einem rechtskräftigen Planfeststellungsbeschluss.[veraltet] Aufgrund des noch laufenden Fehlerheilungsverfahrens ist dies in Schleswig-Holstein noch nicht der Fall (Stand 2019, s. o.).
Zudem soll erst mit dem Bau der Elbquerung begonnen werden, wenn die Verkehrswirksamkeit sowohl auf der Seite Schleswig-Holsteins, als auch auf niedersächsischem Gebiet hergestellt ist.
In Schleswig-Holstein wurde der Planfeststellungsbeschluss bezüglich des Anschlusses der Elbquerung an die A 20 im Abschnitt von Weede bis Wittenborn zwischenzeitlich für rechtswidrig erklärt. Im Jahr 2019 liefen zwei Fehlerheilverfahren: eines zum Artenschutz und eines zur Variantenprüfung.
In Niedersachsen befindet sich 2019 das anschließende Kreuz Kehdingen im Planfeststellungsverfahren. Der südöstlich an das Autobahnkreuz anschließende Bauabschnitt 5a der A 26 befindet sich im Planfeststellungsverfahren. Für den südwestlich anschließenden Bauabschnitt 7 der A 20 soll das Planfeststellungsverfahren Stand Januar 2020 in Kürze beginnen. Eine Untersuchung der Niedersächsischen Landesbehörde für Straßenbau und Verkehr geht davon aus, dass das an die Elbquerung anschließende Autobahnkreuz Kehdingen mit den anschließenden Bauabschnitten 5a der A 26 und dem Bauabschnitt 7 der A 20 bereits als wichtige Verkehrsachse genutzt werden wird, bevor die Elbquerung realisiert ist. Hierdurch werden die L 111 und die Kreisstraßen K 27 und K 12 entlastet. Sobald der Elbtunnel freigeben wird, soll laut der Untersuchung das nachgelagerte Straßennetz im Bereich Drochtersen und Stade sowie der Elbtunnel der A 7 in Hamburg weiter entlastet werden.
Anfang 2022 wurde von der DEGES mitgeteilt, dass der Baubeginn im Jahre 2025 sein könne. Bei einer Bauzeit von sechs Jahren wäre eine Fertigstellung 2031 möglich.

### Konstruktion
Gebaut werden soll der Tunnel mit zwei Tunnelvortriebsmaschinen von Norden nach Süden. Dabei entsteht eine zweiröhrige Unterquerung mit zwei Fahrstreifen je Tunnelröhre. Hierbei ist ein Kreisquerschnitt vorgesehen, der aus Stahlbetonfertigteilen (Tübbingen) bestehen soll. Querschläge werden die beiden Tunnelröhren nach Bauabschluss miteinander verbinden.
Mit der Unterquerung sollen Eingriffe in das auf niedersächsischer Seite liegende FFH-Gebiet und die direkt anliegende Ortslage Drochtersen möglichst gering gehalten werden.

### Baukosten
Derzeit befindet sich der Bau noch in einer Planungsphase. Daher können sich Änderungen der geschätzten Baukosten ergeben, wie nachfolgend aufgeführt. Entscheidend ist zudem, ob lediglich die Kosten für den Tunnel angegeben werden oder die angrenzenden Streckenabschnitte ebenfalls umfasst sind.
| Datum              | Quelle                          | Kostenschätzung  |
| ------------------ | ------------------------------- | ---------------- |
| 15. September 2008 | Antwort der Bundesregierung     | 0,9019 Mrd. Euro |
| 31. Juli 2012      | Machbarkeitsstudie des BMVBS    | 1,1 Mrd. Euro    |
| 20. Juni 2013      | Debatte im Landtag SH           | 1,3 Mrd. Euro    |
| 16. Juli 2014      | Bericht des Bundesrechnungshofs | 1,5 Mrd. Euro    |
| 2014               | BMVI – PRINS                    | 1,032 Mrd. Euro  |

### Finanzierung
Am 1. April 2019 wurde eine Vereinbarung zwischen Niedersachsen und Schleswig-Holstein verabschiedet, in der Verkehrsminister Bernd Althusmann (Niedersachsen) und Bernd Buchholz (Schleswig-Holstein) sich zur Kooperation in der Bauvorbereitung verpflichteten und eine Kostenverteilung für die Kosten der Planung und Bauvorbereitung vereinbarten. Schleswig-Holstein soll 40 Prozent der Kosten tragen, Niedersachsen 60 Prozent. Somit ist die Finanzierung der Elbquerung zwischen Drochtersen und Glückstadt politisch zwischen beiden Ländern vereinbart. Frühere Pläne für eine Maut wurden verworfen. Die Finanzierung für Bau und Unterhalt des Elbtunnels erfolgt komplett durch das Bundesverkehrsministerium.

## Ursprüngliche Pläne für eine Maut
Die Finanzierung sollte ursprünglich durch ein F-Modell auf Grundlage des Fernstraßenbauprivatfinanzierungsgesetzes erfolgen, wobei eine Anschubfinanzierung des Bundes in Höhe von 20 Prozent vorgesehen war. Die Refinanzierung sollte über die Erhebung einer Mautgebühr stattfinden. Die Suche nach Investoren blieb jedoch erfolglos. Der französische Konzern Vinci brachte zu Beginn der Finanzplanung eine hälftige Teilung der Gesamtkosten für den Weiterbau der A 20 ab Bad Segeberg, einschließlich Bau des neuen, mautpflichtigen Elbtunnel 2013 ins Spiel.  Eine Studie von Ende Juli 2012 im Auftrag des Bundesverkehrsministeriums zeigte auf, dass eine Privatfinanzierung bei einer Rendite von 10 Prozent für den Betreiber machbar wäre, sofern der Bund die Hälfte der Baukosten des Tunnels übernehme. Wegen des geplanten Projektvolumens hätten die dafür notwendigen Haushaltsmittel jedoch nur im Rahmen einer Schwerpunktfinanzierung zu Lasten anderer Bedarfsplanprojekte freigesetzt werden können. Auch die Realisierung über Mittel aus der Connecting Europe Facility wurde in Betracht gezogen.
Der ehemalige Bundesverkehrsminister Alexander Dobrindt rückte allerdings 2017 von Mautplänen für den Tunnel ab. Enak Ferlemann, Parlamentarischer Staatssekretär des Bundesverkehrsministeriums, sagte bei der Unterzeichnung eine Vereinbarung zwischen Niedersachsen und Schleswig-Holstein am 30. März 2019, dass der Bau des geplanten Elbtunnels voraussichtlich aus staatlicher Hand erfolgt und damit nicht an einen privaten Investor vergeben werden soll. Auch die geplante Zusicherung über die Finanzierung in der Planungsvereinbarung rückt von einer Öffentlichen-Privaten-Partnerschaft und somit auch von der Maut ab.

## Sicherheit
Das Bundesverwaltungsgericht hob in seinem Urteil vom 28. April 2016 folgende geplante Sicherheitsmaßnahmen hervor. Das Sicherheitskonzept beinhaltet eine dauerhafte Überwachung der Höchstgeschwindigkeit von 80 km/h, ein Detektionssystem für Brände im Tunnel mit automatisierter Benachrichtigung an die Betriebszentrale, ein Lüftungssystem zur Verminderung von Rauchausbreitung im Brandfall und 20 Notausgänge als Querverbindung zwischen beiden Röhren. Das Gericht hob außerdem hervor, dass es in Nachverhandlungen in Schleswig-Holstein zu weiteren Verbesserungen im Sicherheitskonzept gekommen ist. Erstens sind zwischen den zwei Röhren fünf befahrbare Querschläge (vorher zwei) vorgesehen, diese ermöglichen eine Verbindung für Rettungsfahrzeuge zwischen beiden Tunneln. Zweitens hat das Land Schleswig-Holstein festgelegt, dass eine hauptamtliche Feuerwache für den Tunnel geschaffen werden soll. Diese Maßnahme bezieht sich auf die Klage der Gemeinde Kollmar, deren Freiwillige Feuerwehr zunächst die Zuständigkeit für die Elbquerung übernehmen sollte.

## Kontroverse
Eine Studie der Public Project Consultants GmbH zur Elbquerung, bei der Vertreter aus Wirtschaft, Verbänden und Politik aus Niedersachsen und Schleswig-Holstein befragt wurden, kommt zu dem Ergebnis, dass über 85 Prozent aller Befragten die A-20-Elbquerung für sehr relevant bis relevant für die Region halten. Nicht nur Vorteile für Pendler, sondern auch neue Absatzgebiete und Kundenkreise für Unternehmer könnten durch die Elbquerung entstehen. Die befragten Experten sehen somit wirtschaftliches Potenzial in der Umsetzung der Elbquerung.
Eine feste Elbquerung wird teilweise als kostenintensiv und überflüssig angesehen. So lehnte im Jahr 2010 die Fraktion Die Linke im Schleswig-Holsteinischen Landtag den Bau ab und meint, es wäre weitaus kostengünstiger und völlig ausreichend, die Fährverbindung Glückstadt-Wischhafen zu optimieren. Der Tunnel würde wohl für die Elbfähre enorme wirtschaftliche Schwierigkeiten bedeuten.
Die eingereichte Klage des Fährenbetreibers wurde indes 2016 vom Bundesverwaltungsgericht abgewiesen.
Die Grünen hatten sich in ihrem Entwurf für ein Wahlprogramm für die Landtagswahl am 6. Mai 2012 in Schleswig-Holstein gegen einen Weiterbau der A 20 westlich der A 21 ausgesprochen. Zur Entlastung der A 7 schlugen die Grünen im Entwurf die Stärkung der Bahnverbindungen vor. Der Tunnel sei ohnehin eine Fehlplanung, da er bei steigendem Meeresspiegel „absaufen“ werde.
Ferner werden als bedarfsangemessene Alternativen der Ausbau bestehender Fernstraßen sowie die Ertüchtigung des Schienennetzes vorgeschlagen.